# H. Wright
H Wright är troligen en engelsk kompositör. Han/Hon finns representerad i Frälsningsarméns sångbok 1990 med två verk.

## Sånger
- ”Jag vägen är” har Jesus sagt
- På syndfull jord har Jesus vandrat